# Breve diccionario etimológico de la lengua castellana
Il Breve diccionario etimológico de la lengua castellana è un dizionario etimologico creato dal filologo spagnolo Joan Corominas, e pubblicato a Madrid da Grados nel 1990.
L'opera è ancora oggi un'opera di riferimento nell'ambito della filologia romanza, fu riconosciuta con il più grande titolo onorifico dalla società civile spagnola  nel Premio Nacional de las Letras Españolas nel 1989.